# Israelische Fußballnationalmannschaft (U-20-Männer)
Die israelische Fußballnationalmannschaft der U-19-und-U-20-Junioren ist die Auswahl israelischer Fußballspieler der Altersklasse U-19 & U-20. Sie repräsentiert die Israel Football Association auf internationaler Ebene, beispielsweise in Freundschaftsspielen gegen die Auswahlmannschaften anderer nationaler Verbände, aber auch bei der seit 2002 in dieser Altersklasse ausgetragenen Europameisterschaft. Die israelische Mannschaft konnte sich bisher zweimal für die Endrunde qualifizieren, schied dort aber bei der ersten Teilnahme nach den Gruppenspielen aus. Siebenmal schied die Mannschaft bereits in der ersten Qualifikationsrunde aus.
2023 konnte sich die Mannschaft zum bislang ersten Mal für eine WM qualifizieren. Sie erreichte bei diesem Turnier den dritten Platz. 

## Teilnahme an U20-Fußballweltmeisterschaften
| 1977 | nicht qualifiziert |
| 1979 | nicht qualifiziert |
| 1981 | nicht qualifiziert |
| 1983 | nicht qualifiziert |
| 1985 | nicht qualifiziert |
| 1987 | nicht qualifiziert |
| 1989 | nicht qualifiziert |
| 1991 | nicht qualifiziert |
| 1993 | nicht qualifiziert |
| 1995 | nicht qualifiziert |
| 1997 | nicht qualifiziert |
| 1999 | nicht qualifiziert |
| 2001 | nicht qualifiziert |
| 2003 | nicht qualifiziert |
| 2005 | nicht qualifiziert |
| 2007 | nicht qualifiziert |
| 2009 | nicht qualifiziert |
| 2011 | nicht qualifiziert |
| 2013 | nicht qualifiziert |
| 2015 | nicht qualifiziert |
| 2017 | nicht qualifiziert |
| 2019 | nicht qualifiziert |
| 2021 | abgesagt           |
| 2023 | 3. Platz           |